# Norðradalur
Norðradalur (IPA: [ˈnoːɹaˌdɛalʊɹ], danska: Nordredal) är en liten ort på Färöarna, belägen på ön Streymoys västkust i Torshamns kommun. Norðradalur ligger tämligen isolerad, omringad av 400-600 meter höga berg på tre sidor, men har ett kort avstånd till huvudstaden Torshamn och utsikt mot ön Koltur. Byn nämns första gången i skrift 1584. Norðradalur hade vid folkräkningen 2015 15 invånare.

## Befolkningsutveckling
| Befolkningsutvecklingen i Norðradalur 1985–2015 | Befolkningsutvecklingen i Norðradalur 1985–2015 | Befolkningsutvecklingen i Norðradalur 1985–2015 | Befolkningsutvecklingen i Norðradalur 1985–2015 | Befolkningsutvecklingen i Norðradalur 1985–2015 |
| ----------------------------------------------- | ----------------------------------------------- | ----------------------------------------------- | ----------------------------------------------- | ----------------------------------------------- |
|                                                 |                                                 |                                                 |                                                 |                                                 |
| År                                              |                                                 |                                                 | Folkmängd                                       |                                                 |
| 1985                                            | 1985                                            |                                                 | 37                                              |                                                 |
| 1990                                            | 1990                                            |                                                 | 27                                              |                                                 |
| 1995                                            | 1995                                            |                                                 | 18                                              |                                                 |
| 2000                                            | 2000                                            |                                                 | 16                                              |                                                 |
| 2005                                            | 2005                                            |                                                 | 15                                              |                                                 |
| 2010                                            | 2010                                            |                                                 | 14                                              |                                                 |
| 2015                                            | 2015                                            |                                                 | 15                                              |                                                 |
|                                                 |                                                 |                                                 |                                                 |                                                 |